# E96
E96 eller Europaväg 96 är en 440 km lång europaväg som går i Turkiet.

## Historik
Vägen hette i den gamla systemet E23. Den togs med som E96 i den nya systemet i mitten på 1980-talet. Den ströks ur europavägskonventionen år 2000. Varför är inte känt. Den finns dock kvar på många internationella vägkartor. Turkiet ansökte 2005 om att återinföra den.  Detta beviljades, och det trädde i kraft hösten 2006.

## Sträckning
Den har följande sträckning:
İzmir - Turgutlu - Salihli - Usak - Afyon - Emirdag - Sivrihisar

## Standard
Landsväg.

## Anslutningar
- E87
- E90